# هیده یاسوتوگاوا
هیده یاسوتوگاوا (به ژاپنی: 戸川 秀安 Togawa Hideyasu)؛ ۱۵۳۸ – ۱۶ اکتبر ۱۵۹۶) سامورایی و دایمیو در دوره سنگوکو بود.